# Wenhaston
Wenhaston is een dorpje in het Engelse graafschap Suffolk. Het maakt deel uit van de civil parish Wenhaston with Mells Hamlet. Wenhaston komt in het Domesday Book (1086) voor als 'Wenadestuna'. De aan Petrus gewijde dorpskerk werd in de middeleeuwen gebouwd en in 1892 gerenoveerd. Ze heeft een "grade I"-vermelding op de Britse monumentenlijst.